# Edvard Möller
Edvard Möller, född 13 februari 1888 i Kärrbo församling, nuvarande Västerås kommun, död 23 juni 1920 i Tumba eller Gustavsberg, Värmdö, var en svensk friidrottare (stående höjdhopp och stående längdhopp). Han tävlade för klubben Gustavsbergs IF och vann SM i stående höjdhopp och stående längdhopp år 1913. Han deltog vid de olympiska spelen i Stockholm 1912 där han kom fyra i stående höjdhopp (på 1,50 m) och femma i stående längdhopp (resultat 3,14 m).
1913 förbättrade Möller vid SM-tävlingarna det svenska rekordet i stående höjdhopp från Leif Ekmans 1,51 m till 1,52 m. Rekordet behöll Möller till 1916 då Agne Holmström hoppade 1,53 m.

### Fotnoter
1. 1 2 3  Edvard Möller på Sveriges Olympiska Kommittés webbplats
2. ↑  Personsida på Sports Reference Arkiverad 26 augusti 2011 hämtat från the Wayback Machine. Läst 2015-09-27
3. ↑  Wiger 2006, s. 118.
4. ↑  Wiger 2006, s. 120.
5. ↑  Nordisk familjeboks sportlexikon, band 4 (1941), spalt 208